# Хлопчик зі шпагою
«Хлопчик зі шпагою» («Мальчик со шпагой») — радянський дев'ятисерійний телефільм 1975 року, знятий режисером Ваграмом Кеворковим на Центральному телебаченні СРСР за однойменною повістю Владислава Крапивіна.

## Сюжет
Відмінна риса хлопчаків із дворового клубу «Еспада» — небажання миритися з несправедливістю, з жорстокістю, де б вона не виявлялася: у дворі, на вулиці, у школі чи в далекій країні. Їм до всього є справа. Чи скривджений малюк, чи причепилися до когось хулігани, чи вбито в Чилі їхнього однолітка — хлопчаки з «Еспади» завжди готові оголити свої шпаги на захист людини.

## У ролях
- Олександр Єлістратов — Сергій Каховський
- Олександр Грачов — Гена Медведєв, «Коник»
- Віталій Соломін — Олег Петрович Московкін, керівник «Еспади»
- Олександр Лазарев — Анатолій Опанасович Артем'єв, директор школи
- Майя Булгакова — Тетяна Михайлівна, класна керівниця Сергія Каховського
- Галина Анісімова — Єлизавета Максимівна, завуч другої зміни
- Юрій Кузьменков — Георгій Матвійович, капітан міліції
- Олексій Зайцев — Василь Гаврилов, «Гаврик»
- Валерій Носик — Сергій Ковалевський, старший лейтенант
- Олександр Потапов — Володимир, батько Сергія Каховського
- Маргарита Струнова — Неллі Іванівна, вчителька Стасіка Грачова з другого «А»
- Марія Стернікова — тітка Галя, мачуха Сергія
- Алла Богіна — мама Міті Кольцова
- Олена Костерєва — сусідка Сергія
- Олексій Мелехов — Стасик

## Знімальна група
- Режисер — Ваграм Кеворков
- Сценарист — Владислав Крапивін
- Композитор — Максим Дунаєвський
- Художник — Ігор Зеленський